# Milagres do Maranhão
Milagres do Maranhão är en kommun i Brasilien.   Den ligger i delstaten Maranhão, i den nordöstra delen av landet, 1 500 km norr om huvudstaden Brasília. Antalet invånare är 8 118.
Omgivningarna runt Milagres do Maranhão är huvudsakligen savann. Runt Milagres do Maranhão är det ganska glesbefolkat, med 26 invånare per kvadratkilometer.